# Murray Weidenbaum
Murray Lew Weidenbaum (ur. 10 lutego 1927 w Bronx, zm. 20 marca 2014 w Clayton) – amerykański ekonomista, przewodniczący Zespołu Doradców Ekonomicznych w latach 1981–1982.